# Las Barretas
Las Barretas är en ort i Mexiko.   Den ligger i kommunen Linares och delstaten Nuevo León, i den centrala delen av landet, 600 km norr om huvudstaden Mexico City. Las Barretas ligger 284 meter över havet och antalet invånare är 121.
Terrängen runt Las Barretas är platt. Runt Las Barretas är det mycket glesbefolkat, med 4 invånare per kvadratkilometer. Närmaste större samhälle är Linares, 13,3 km väster om Las Barretas. Trakten runt Las Barretas består i huvudsak av gräsmarker.